# Таврос
Та́врос (грец. Ταύρος) — передмістя на захід від Афін, адміністративною реформою 2011 року віднесений до муніципалітету Мосхато–Таврос. Назва міста перекладається буквально як бик.
Таврос розташований на відстані 1 км від афінської вулиці Константінопулоса, за 6 км від центру Пірея, за 4 км на схід від проспекту Кіфісіас та GR-1/E75 і на відстані близько 1 км від проспекту Сінгру.

## Населення
| Рік  | Населення |
| ---- | --------- |
| 1981 | 16,514    |
| 1991 | 15,456    |
| 2001 | 14,963    |

## Персоналії
- Марія Дімітріаді — грецька співачка.